# Eidgenössische Waffenfabrik
Das Unternehmen Eidgenössische Waffenfabrik (W+F; französisch Fabrique fédérale d'armes) in Bern war ein Regiebetrieb und Teil der Gruppe für Rüstungsdienste des Eidgenössischen Militärdepartements (heute VBS). Die 1875 gegründete Eidgenössische Waffenfabrik (W+F) übernahm das Gelände und die Einrichtungen der 1873 errichteten Eidgenössischen Montierwerkstätte in Bern. Sie produzierte in der Folge Faust- und Handfeuerwaffen für die Schweizer Armee, in Lizenz oder als Eigenentwicklung. Im Kürzel „W+F“ steht das „+“ für das Schweizer Kreuz, also für «eidgenössisch»; analoge Abkürzungen waren und sind auch für andere Bundesbetriebe üblich. Die W+F ging 1999 in der RUAG auf, welche später den Bau von Faust- und Handfeuerwaffen einstellte.

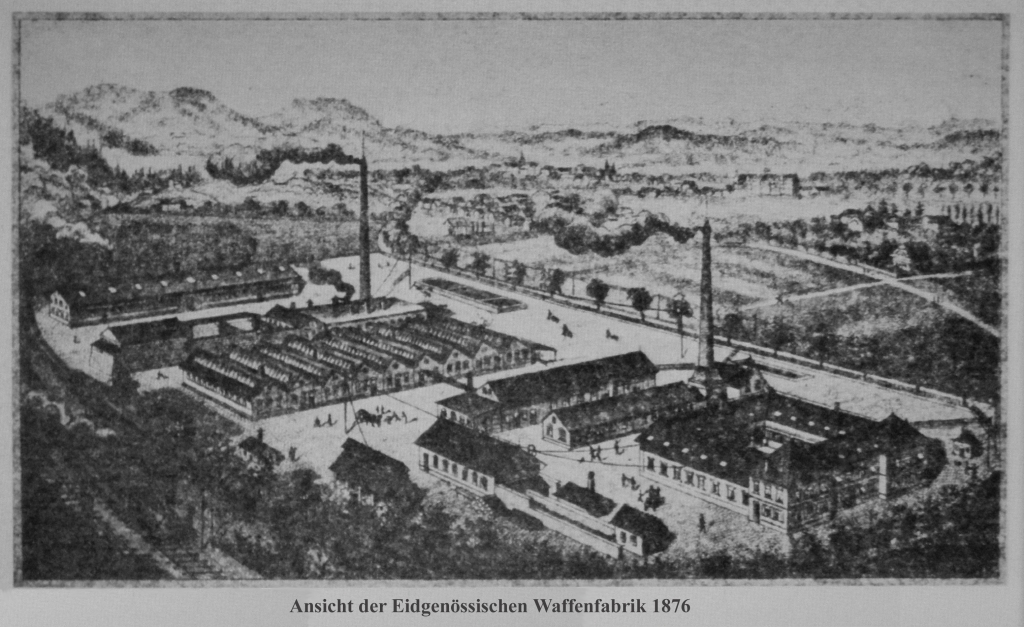
Waffenfabrik Bern 1876

## Produkte (Auswahl)

### Faustfeuerwaffen

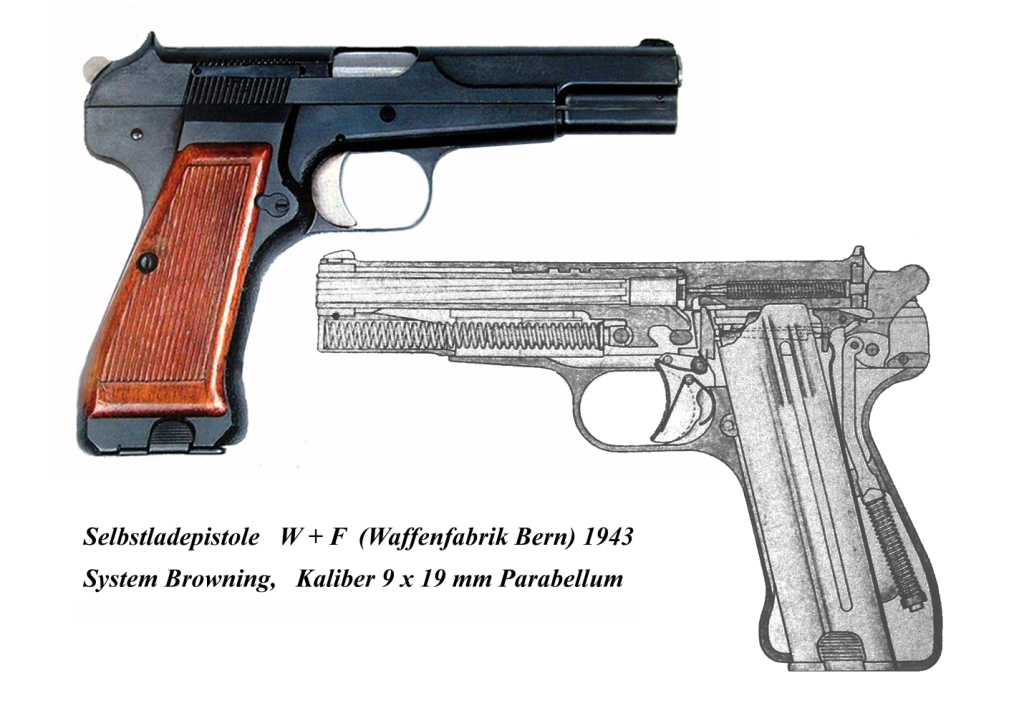
Versuchspistole 1943 der Waffenfabrik Bern

- Abänderung des Revolvers 1872 auf Zentralzündung
- Ordonnanzrevolver 1878
- Revolver Modell 1882, 1882/29
- Selbstladepistole Ordonnanzpistole 1900/06 W+F Kal 7,65 mm
- Selbstladepistole Ordonnanzpistole 06/29
- Selbstladepistole W + F 1943. Versuch, 1943 bis 1945 wurde eine Anzahl (bekannt ist No. 39) Pistolen System Browning verschiedener Entwicklungsstufen hergestellt.
- Selbstladepistole W + F 1947. Versuch, im Gegensatz zur Pistole W + F 1943 hat diese Pistole einen gasgebremsten verzögerten Masseverschluss.

### Handfeuerwaffen

#### System Vetterli
- Repetiergewehr Vetterli 1878

#### System Schmidt-Rubin
- Schmidt-Rubin Repetiergewehr 1889 und 1889/1896
- Kadettengewehr 1897
- Kavalleriekarabiner 1905
- Karabiner 11
- Karabiner 31

#### Sturmgewehre
- Sturmgewehr 57 in Zusammenarbeit mit SIG
- Stgw 90 in Zusammenarbeit mit SIG

#### Maschinengewehre
- Maschinengewehr 11
- Leichtes Maschinengewehr 1925
- 7,5-mm-Maschinengewehr 51

### Panzerabwehrwaffen
- 24 mm Tankbüchse 41
- 4,7 cm Infanteriekanone 1935 und 1935/41 (zusammen mit K+W?)
- 9 cm Panzerabwehrkanone 1950
- 8,3 cm Raketenrohr 1950
- Panzerabwehr-Projekt NORA (1973–1978, abgebrochen wegen zu starkem Seitenwindeinfluss)
- 8,3 cm Raketenrohr 1980

### Artillerie
- diverse Fliegerabwehrgeschütze
- 8,1-cm-Festungsminenwerfer 1956/60
- 12 cm Festungsminenwerfer 1959